# أشرف مصيلحي
أشرف مصيلحي (23 أبريل 1974 - 17 سبتمبر 2023)، ممثل مصري.

## سيرته
ولد أشرف مصيلحي في 23 أبريل 1974 في العاصمة المصرية القاهرة، وتخرَّج من المعهد العالي للسينما قسم إخراج، وشغل منصب المدير العام لدُور العرض بشركة أفلام مصر العالمية (يوسف شاهين). كانت بدايته في السينما المصرية باشتراكه بمشهد في فيلم «الأبواب المغلقة» إخراج عاطف حتاته عام 2001، ثم كان فيلم «بونو بونو» مع نادية الجندي ثانيَ عمل سينمائي يشارك فيه.
ثم لفَتَ الأنظار في أفلام: «أسرار البنات، وجواز بقرار جمهوري، وأول مرة تحب يا قلبي، والحياة منتهى اللذة، والرهينة، والجزيرة، وشارع 18»، وكان أبرز أدواره (كشرِّير) في فيلمَي «رانديفو» عام 2001 و«سحر العيون» عام 2002، وأدَّى دور ضابط الشرطة في فيلمَي «تيتو» و«خالتي فرنسا».
وكان مسلسل «الطاووس» الذي عُرض عام 2021، آخرَ أعماله الفنية، حيث تعاون فيه مع جمال سليمان، وسميحة أيوب، وسهر الصايغ، وأحمد فؤاد سليم، ورانيا محمود ياسين، والعمل من تأليف كريم الدليل، وإخراج رؤوف عبد العزيز.

## حياته الشخصية
أشرف مصيلحي متزوج من المخرجة منال الصيفي ابنة المخرج المصري حسن الصيفي والممثلة زهرة العلا.

## أعماله

### الأفلام
- خانة اليك
- 31/12
- هو فيه كده
- جوة اللعبة
- متعب وشادية
- السفاح
- أزمة شرف
- شارع 18
- الجزيرة
- العيال هربت
- الرهينة
- وش إجرام
- الحياة منتهى اللذة
- سيد العاطفي
- تيتو
- خالتي فرنسا
- أول مرة تحب يا قلبي
- سحر العيون
- رانديفو
- جواز بقرار جمهوري
- أسرار البنات
- بونو بونو
- الأبواب المغلقة[5]

### المسلسلات
- عيون القلب
- قشطة وعسل
- نقطة ضعف
- بفعل فاعل
- نابليون والمحروسة
- أخت تريز
- ابن موت
- نونة المأذونة
- الهاربة 2
- سمارة
- وادي الملوك
- بالشمع الأحمر
- بيت العيلة 2
- الرحايا حجر القلوب
- الباطنية
- تاجر السعادة
- في إيد أمينة
- قضية رأي عام[6]
- عشتار
- التغريبة الفلسطينية
- فريسكا
- الصياد[7]
- كلبش 3[8]
- بلا دليل
- الاختيار
- الطاووس

## وفاته
توفي في القاهرة يوم الأحد ثاني ربيع الأول 1445هـ الموافق 17 سبتمبر (أيلول) 2023م، عن 49 عامًا، بعد إصابته بداء السرطان (وَرَم في الدماغ).

## وصلات خارجية
- أشرف مصيلحي على موقع IMDb (الإنجليزية)
- أشرف مصيلحي على موقع الدهليز
- أشرف مصيلحي على موقع قاعدة بيانات الأفلام العربية